# Longitarsus gracilis
Longitarsus gracilis är en skalbaggsart som beskrevs av Kutschera 1864. Longitarsus gracilis ingår i släktet Longitarsus, och familjen bladbaggar. Arten är reproducerande i Sverige.